# 中国中文信息学会
中国中文信息学会是中华人民共和国中文科技工作者组成的全国性、学术性、非营利性社会团体，由中国科学技术协会主管，1981年6月成立。